# 연애의 발견
《연애의 발견》은 2014년 8월 18일부터 2014년 10월 7일까지 방영된 한국방송공사 월화드라마이다.
이 드라마는 시작 전부터 《로맨스가 필요해 2012》에서 주연을 맡은 정유미와 해당 드라마의 집필 작가였던 정현정과의 재회, 그리고 《케 세라 세라》의 남녀 주인공이었던 에릭과 정유미의 두 번째 만남으로 관심을 모았다. 또한 이 드라마는 시청률은 낮았지만 마니아 시청층과 젊은층에 폭발적인 인기를 얻으며, 첫 방송부터 달달하고 공감가는 연애스토리를 풀었다는 긍정적인 평가를 받았다.
한편, 본 작품은 2014년 12월 열린 제 27회 한국방송작가상 드라마 부문 후보에 한때 거론됐으나 논외로 밀려났다.

## 줄거리
과거 남자친구와의 연애를 끝내고 새로운 사랑을 시작한 여자 앞에 자신의 잘못을 반성한 옛 남자친구가 돌아오며 발생하는 세 남녀의 사랑이야기

## 등장인물

### 주요 인물
- 정유미 : 한여름(32세) 역 - 가구 디자이너, 여름&소나무 공동대표
- 문정혁 : 강태하(34세) 역 - DK건설 대표
- 성준 : 남하진(32세) 역(아역 박희건) - 성형외과 전문의, 봄봄성형외과 원장
- 윤진이 : 안아림(27세) 역(아역 이예선) - 사회복지학 전공 대학생
- 윤현민 : 도준호(33세) 역 - 성형외과 전문의, 봄봄성형외과 의사
- 김슬기 : 윤솔(32세) 역 - 가구 디자이너, 여름&소나무 공동대표

### 주변 인물
- 김혜옥 : 신윤희(55세) 역 - 드라마 작가, 한여름의 어머니
- 안석환 : 배민수(56세) 역 - 드라마 제작사 대표
- 이승준 : 윤정목(37세) 역 - DK건설 디자인팀 실장
- 성병숙 : 남하진의 양어머니(56세) 역
- 김태형 : 최은규(32세) 역 - 대기업 마케팅팀 사원
- 정수영 : 장기은(35세) 역 - 신윤희의 보조작가

### 특별 출연
- 최희 : 남하진의 맞선녀 역
- 이문식 : 택시기사 역
- 정주리 : 성형외과 환자 역
- 차유람 : 당구 선생 역
- 남경읍 : 한재식 역
- 유아인 : 여름&소나무 공방의 수강생 역
- 박아인 : 다연 역
- 배효원 : 배효원 역
- 이한철 : 밴드 보컬 역
- 윤도현 : 라디오 DJ 역 (목소리)
- 정수인 : 친구 역
- 황석정
- 한아련

## 논란
이 드라마는 남자친구의 옷 주머니 속으로 쏙 들어가고 싶은 여성의 ‘포켓녀’ 로망을 자극하는 스틸컷이 공개되며 여심을 자극했지만, 1회에서 토끼를 목욕시키는 장면이 방송되면서 “토끼는 물로 씻기면 안된다”는 항의가 이어지며 논란에 휩싸였다. 이에 제작진은 “토끼를 동물병원에 데리고 갔는데 수의사에게 혼나는 모습이 담긴 2회를 보면 이해될 것”이라고 했다. 그러나 이후 논란이 점점 크게 불거지기 시작했고, 결국 제작진은 공식 홈페이지에 “토끼 목욕은 제작진의 무지와 부주의탓”이라며 사과문을 게재해 공식 사과했다.

## 시청률
최저 시청률과 최고 시청률은 시청률 조사회사와 지역별로 시청률에 차이가 있을 수 있습니다.
| 2014년      | 2014년      | 2014년         | 2014년       | 2014년         | 2014년       |
| 회차        | 방송일      | TNmS 시청률    | TNmS 시청률  | AGB 시청률     | AGB 시청률   |
| 회차        | 방송일      | 대한민국(전국) | 서울(수도권) | 대한민국(전국) | 서울(수도권) |
| ----------- | ----------- | -------------- | ------------ | -------------- | ------------ |
| 제1회       | 8월 18일    | 5.0%           | 5.2%         | 6.3%           | 7.1%         |
| 제2회       | 8월 19일    | 5.3%           | 5.8%         | 6.3%           | 7.3%         |
| 제3회       | 8월 25일    | 4.6%           | 5.2%         | 5.6%           | 6.2%         |
| 제4회       | 8월 26일    | 5.2%           | 5.9%         | 6.2%           | 7.0%         |
| 제5회       | 9월 1일     | 7.1%           | 8.5%         | 7.6%           | 9.3%         |
| 제6회       | 9월 2일     | 5.6%           | 6.5%         | 6.6%           | 7.8%         |
| 제7회       | 9월 8일     | 6.3%           | 8.7%         | 7.3%           | 7.9%         |
| 제8회       | 9월 9일     | 6.7%           | 7.5%         | 7.7%           | 8.4%         |
| 제9회       | 9월 15일    | 6.2%           | 7.0%         | 6.9%           | 7.5%         |
| 제10회      | 9월 16일    | 6.6%           | 8.1%         | 7.2%           | 7.8%         |
| 제11회      | 9월 22일    | 5.4%           | 6.1%         | 6.8%           | 7.6%         |
| 제12회      | 9월 23일    | 6.0%           | 7.0%         | 7.6%           | 8.6%         |
| 제13회      | 9월 29일    | 7.2%           | 7.4%         | 7.6%           | 8.6%         |
| 제14회      | 9월 30일    | 6.8%           | 8.0%         | 7.7%           | 8.4%         |
| 제15회      | 10월 6일    | 7.4%           | 7.5%         | 7.5%           | 8.3%         |
| 제16회      | 10월 7일    | 7.2%           | 9.5%         | 7.6%           | 8.3%         |
| 평균 시청률 | 평균 시청률 | 6.2%           | 7.1%         | 7.0%           | 7.9%         |

## 수상 경력
- 2014년 에이판 스타 어워즈 여자 신인상 김슬기
- 2014년 KBS 연기대상 네티즌상, 베스트 커플상, 미니시리즈 부문 남자 우수 연기상 문정혁
- 2014년 KBS 연기대상 네티즌상, 베스트 커플상, 미니시리즈 부문 여자 우수 연기상 정유미
- 2014년 KBS 연기대상 여자 신인 연기상 김슬기

## 동시간대 드라마
- MBC 월화드라마

《야경꾼 일지》 ( 2014년 8월 4일 ~ 2014년 10월 21일)
- SBS 월화드라마

《유혹》 (2014년 7월 14일 ~ 2014년 9월 16일)
《비밀의 문: 의궤 살인 사건》 (2014년 9월 22일 ~ 2014년 12월 9일)